# Herznach

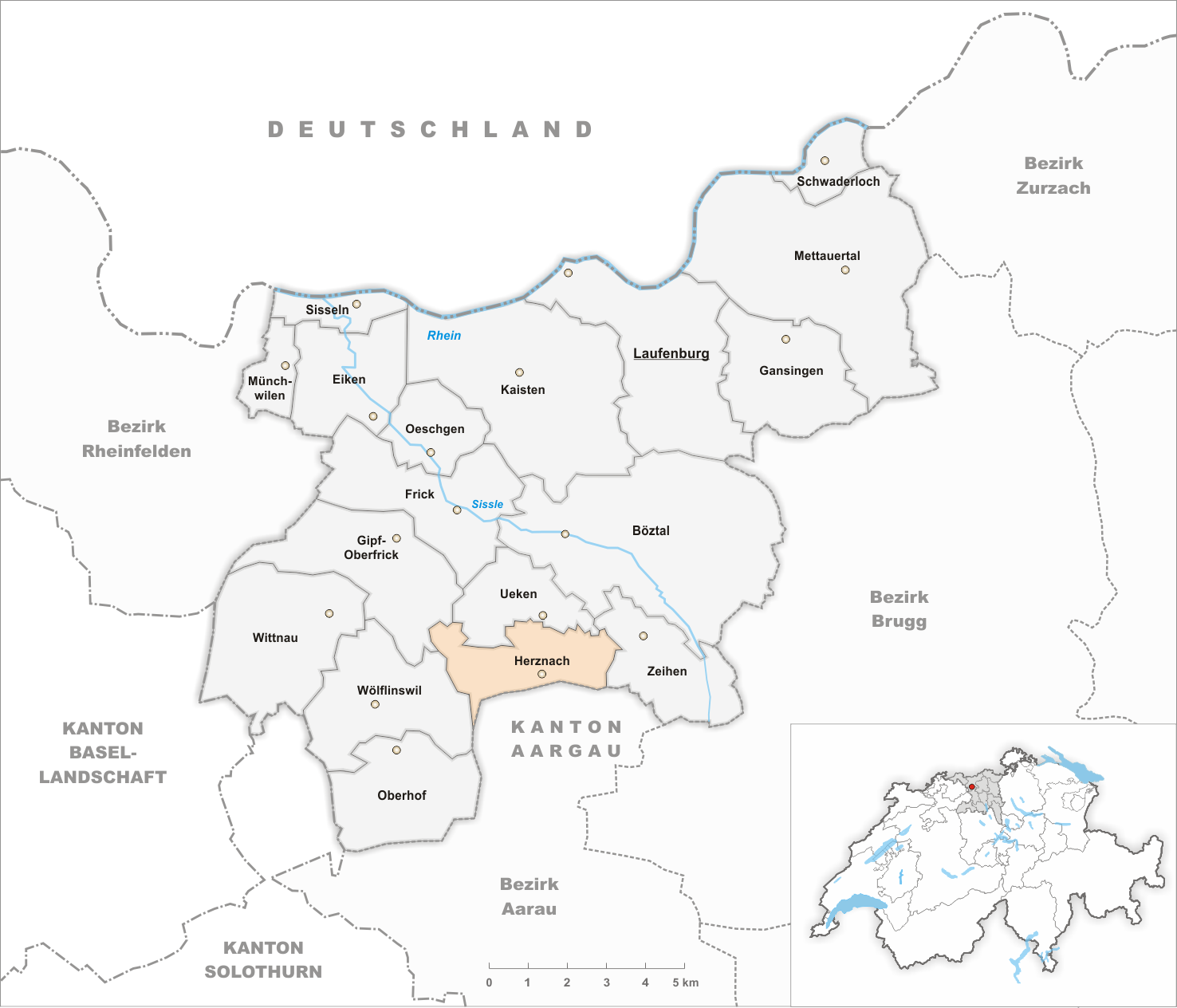
Gemeindestand vor der Fusion am 1. Januar 2023

Herznach (schweizerdeutsch: ˈhɛrtsnɑχ) ist eine Ortschaft in der politischen Gemeinde Herznach-Ueken im Schweizer Kanton Aargau. Sie gehört zum Bezirk Laufenburg und liegt im Südosten der Region Fricktal. Bis zum 31. Dezember 2022 bildete Herznach eine eigene politische Gemeinde.

## Geographie
Das Dorf liegt im Staffeleggtal, einem Seitental der Sissle. Das Gemeindegebiet befindet sich in der Übergangszone zwischen dem Tafeljura im Norden und dem Faltenjura im Süden. Herznach besteht aus zwei Dorfteilen, dem Unterdorf rund um den Kirchenbezirk und dem Oberdorf rund um die ehemalige Mühle. Beide sind in der ersten Hälfte des 19. Jahrhunderts zusammengewachsen. Das enge Tal wird begrenzt durch den Halbegschneid (531 m ü. M.) im Westen, der Egg (604 m ü. M.) im Südwesten, dem Sarbe (540 m ü. M.) im Südosten und dem Dürreich (509 m ü. M.) im Nordosten. Vom Haupttal zweigen zwei Täler ab: In Richtung Osten erstreckt sich das Startlebachtal bis auf die Hochebene zwischen Dürreich und Sarbe. Das Haugertal führt zwischen Halbegschneid und Egg hindurch auf die ausgedehnte Kornbergebene im Westen.
Die Fläche des Gemeindegebiets beträgt 627 Hektaren, davon sind 156 Hektaren bewaldet und 83 Hektaren überbaut. Der höchste Punkt liegt auf dem Gipfel der Egg, der tiefste auf 405 m ü. M. am Staffeleggbach. Das Gemeindegebiet von Herznach ist Teil des Juraparks Aargau, einem «Regionalen Naturpark von nationaler Bedeutung». Nachbargemeinden waren Ueken im Norden, Zeihen im Osten, Densbüren im Süden, Wölflinswil im Westen und Gipf-Oberfrick im Nordwesten.

## Geschichte

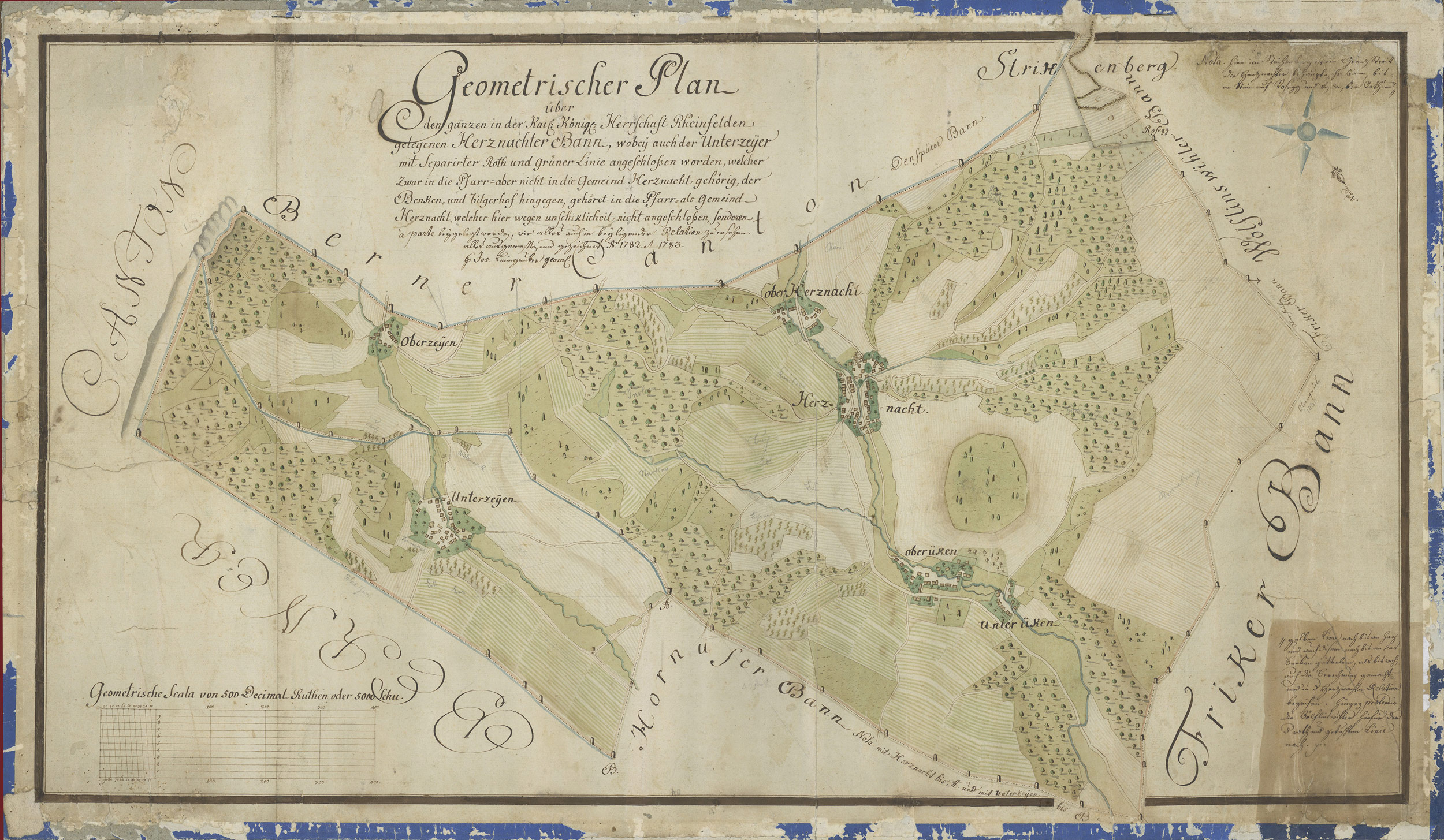
Geometrischer Plan des Herznachter Banns der Herrschaft Rheinfelden, 1782/83

Luftansicht (1953)

Einzelne Funde weisen auf eine Besiedlung während der Jungsteinzeit und der Zeit des Römischen Reiches hin. Die erste urkundliche Erwähnung von Hercenahc erfolgte im Jahr 1097. Der Ortsname stammt vom spätlateinischen (praedium) Artinacum und bedeutet «dem Artinius gehörendes Landgut». Die Landesherrschaft lag ursprünglich bei den Grafen von Homberg, spätestens ab 1306 bei den Habsburgern. Nach Herznach nannte sich im 12. und 13. Jahrhundert ein Ministerialengeschlecht. Ihre Burg, die auf den Fundamenten eines Herrenhofes aus dem 7. bis 10. Jahrhundert errichtet worden war, fiel beim Basler Erdbeben 1356 in sich zusammen; der Standort wird auf dem Kirchhügel vermutet.
Die Habsburger verpfändeten nach dem Waldshuterkrieg von 1468 das gesamte Fricktal an Burgund. Als die Burgunder von den Eidgenossen während der Burgunderkriege vernichtend geschlagen worden waren, kam Herznach 1477 wieder unter österreichische Herrschaft. Nach der Reichsreform des Kaisers Maximilian I. im Jahr 1491 gehörte Herznach zu Vorderösterreich und lag in der Landschaft Fricktal, einer untergeordneten Verwaltungseinheit der Kameralherrschaft Rheinfelden (ab 1752 im Oberamt Breisgau).
Während des Schwabenkriegs von 1499 zogen Berner und Freiburger Truppen plündernd durch die Dörfer nördlich der Staffelegg bis hinunter nach Frick. Ab 1502 lag Herznach an der Grenze zum Berner Aargau, nachdem Bern das südlich gelegene Nachbardorf Densbüren in Besitz genommen hatte. Im 17. Jahrhundert gab es kaum längere Friedenszeiten. Der Rappenkrieg, ein Bauernaufstand, dauerte von 1612 bis 1614. Der Dreissigjährige Krieg, der zwischen 1633 und 1638 auch das Fricktal erfasste, warf das Dorf in seiner wirtschaftlichen Entwicklung zurück. Auch während des Pfälzischen Erbfolgekriegs (1688–1697) zogen fremde Truppen durch die Region. Bis zu Beginn des 19. Jahrhunderts wurde in Herznach Eisenerz abgebaut.
1797 wurde das Fricktal nach dem Frieden von Campo Formio ein französisches Protektorat. Während des Zweiten Koalitionskrieges verlief hier die Frontlinie zwischen den Armeen Frankreichs und Österreichs. Am 20. Februar 1802 wurde Herznach eine Gemeinde im Distrikt Frick des Kantons Fricktal, der sich im August der Helvetischen Republik anschloss. Seit dem 19. März 1803 gehört die Gemeinde zum Kanton Aargau. 1853 trennte sich der Weiler Oberzeihen von Herznach und vereinigte sich mit Zeihen. Nachdem die Bevölkerungszahl während Jahrzehnten stagnierte, steigt sie seit Ende der 1970er Jahre kontinuierlich an.
Im Jahr 1207 wurden Eisenerzgruben im Fricktal erstmals urkundlich erwähnt. In der Zeit von 1200 bis 1850 förderten Bergleute schätzungsweise um die 275'000 Tonnen Erz. Später, im Laufe des 18. Jahrhunderts, kam die Erzgewinnung zwischen Wölflinswil und Herznach praktisch zum Erliegen. Nach einer über 150-jährigen Unterbrechung nahm man 1937 der Abbau von Doggererz wieder auf. Wegen der drohenden Kriegsgefahr galt das Erzvorkommen wieder als abbauwürdig. In der Schweiz fehlte jedoch ein geeigneter Hochofen, weshalb das Erz per Bahn und Schiff ins deutsche Ruhrgebiet exportiert und dort verhüttet wurde. Als Gegenwert bekam die Schweiz Rohstahl und Kohle. Die jährliche Fördermenge erreichte 1941 einen Höchstwert von 212'000 Tonnen. Nach dem Ende des Zweiten Weltkriegs erfolgte bis 1952 kein weiterer Abbau. Danach sank sie auf jährlich 50'000 Tonnen, bis das Bergwerk schliesslich 1967 aus wirtschaftlichen Gründen stillgelegt werden musste, da der Eisengehalt lediglich bei rund 30 % lag und die Gewinnungskosten unverhältnismässig hoch waren. Heute zeugt ein Siloturm von der Bergbauvergangenheit. Seit September 2016 sind das Bergwerk und der Stollen für Besucher geöffnet. Ein Museum bringt den früheren Erzabbau näher, und am Wochenende steht die Bergwerksbahn für eine Fahrt durch das Areal zur Verfügung.

## Sehenswürdigkeiten
Wahrzeichen Herznachs ist die katholische Pfarrkirche St. Niklaus, die in Form einer Kirchenburg erbaut ist. Das von einer Mauer umgebene Baudenkmal von nationaler Bedeutung besteht mindestens seit dem Jahr 1180. Das Patronatsrecht ging 1407 von Habsburg an das Stift Rheinfelden über. Das Langhaus und der Kirchturm wurden 1651 neu erstellt, der Chor 1718 bis 1719 (mit Fresken von Francesco Antonio Giorgioli). In den Jahren 1732 bzw. 1776/78 erfolgte ein kostspieliger Innenausbau im Barockstil, wobei Johann Isaak Freitag die Hochaltar- und Kanzelfiguren schuf (darunter die Heiligen St. Nikolaus und St. Martin). Im Beinhaus wird ein Josephinischer Sparsarg aufbewahrt.
Die der Heiligen Verena geweihte Kapelle gilt als ältestes Gotteshaus im gesamten Fricktal. Sie wurde 1516 über den aus dem 10. Jahrhundert stammenden Fundamenten errichtet.

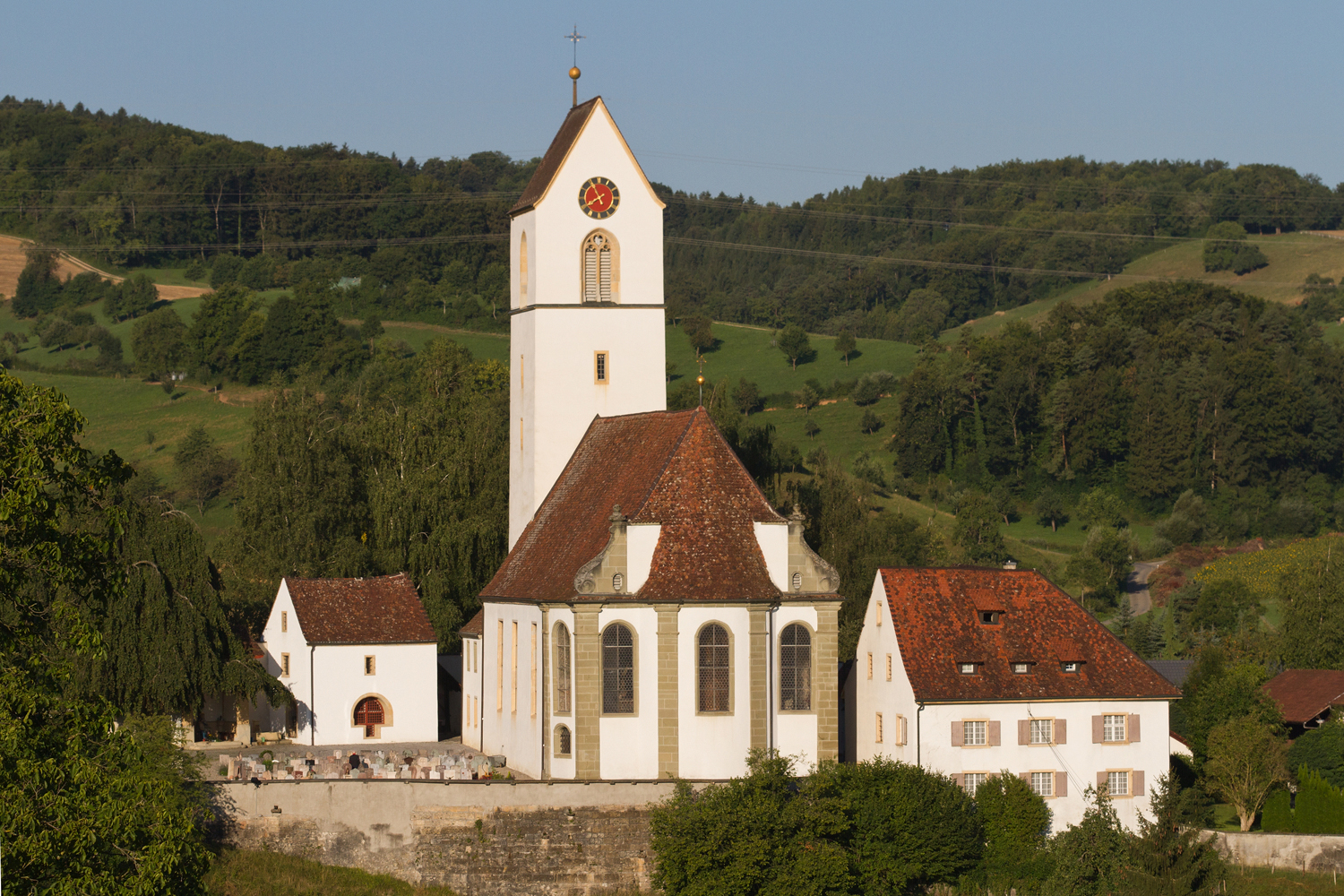
Beinhaus, Kirche und Pfarrhaus
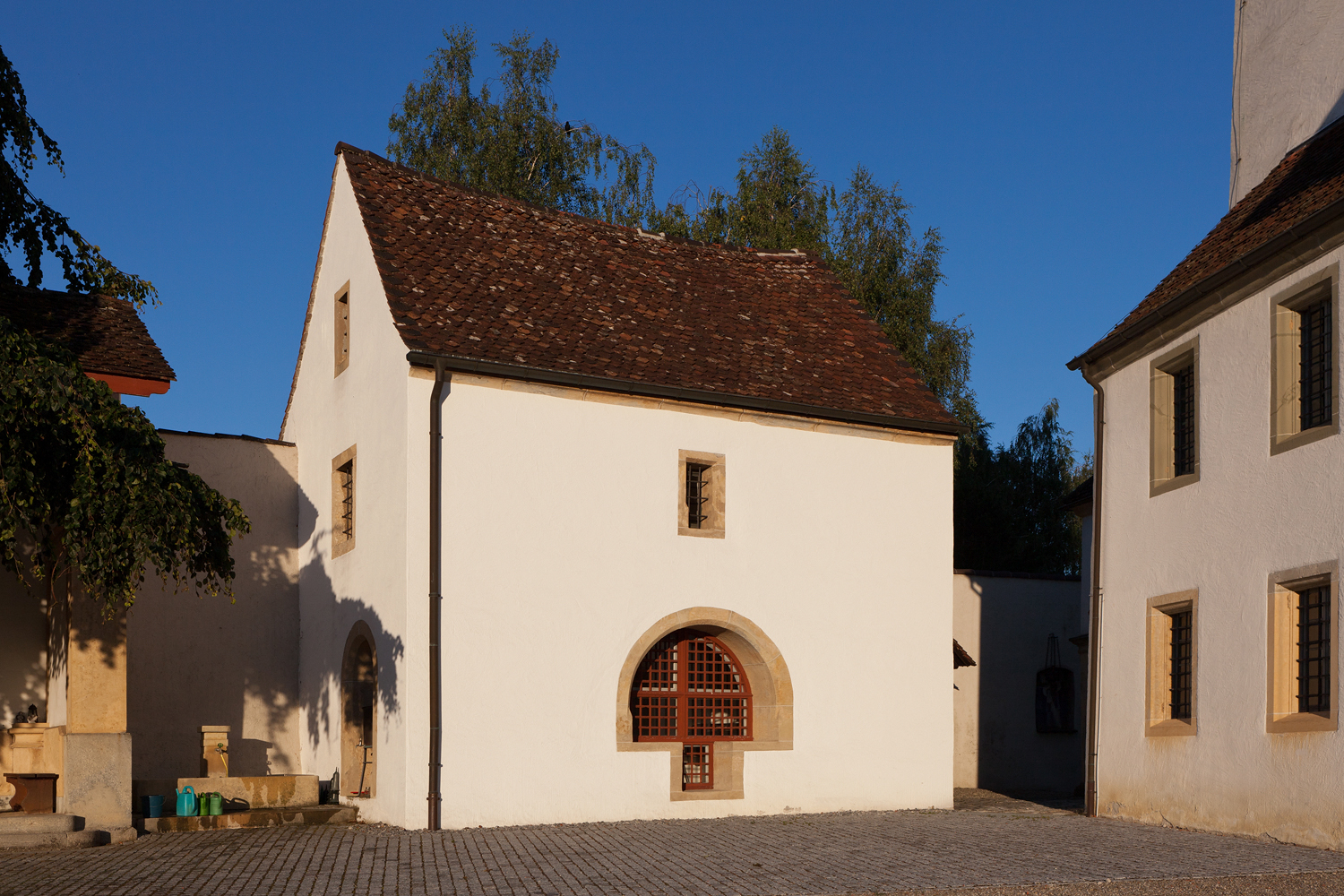
Beinhaus
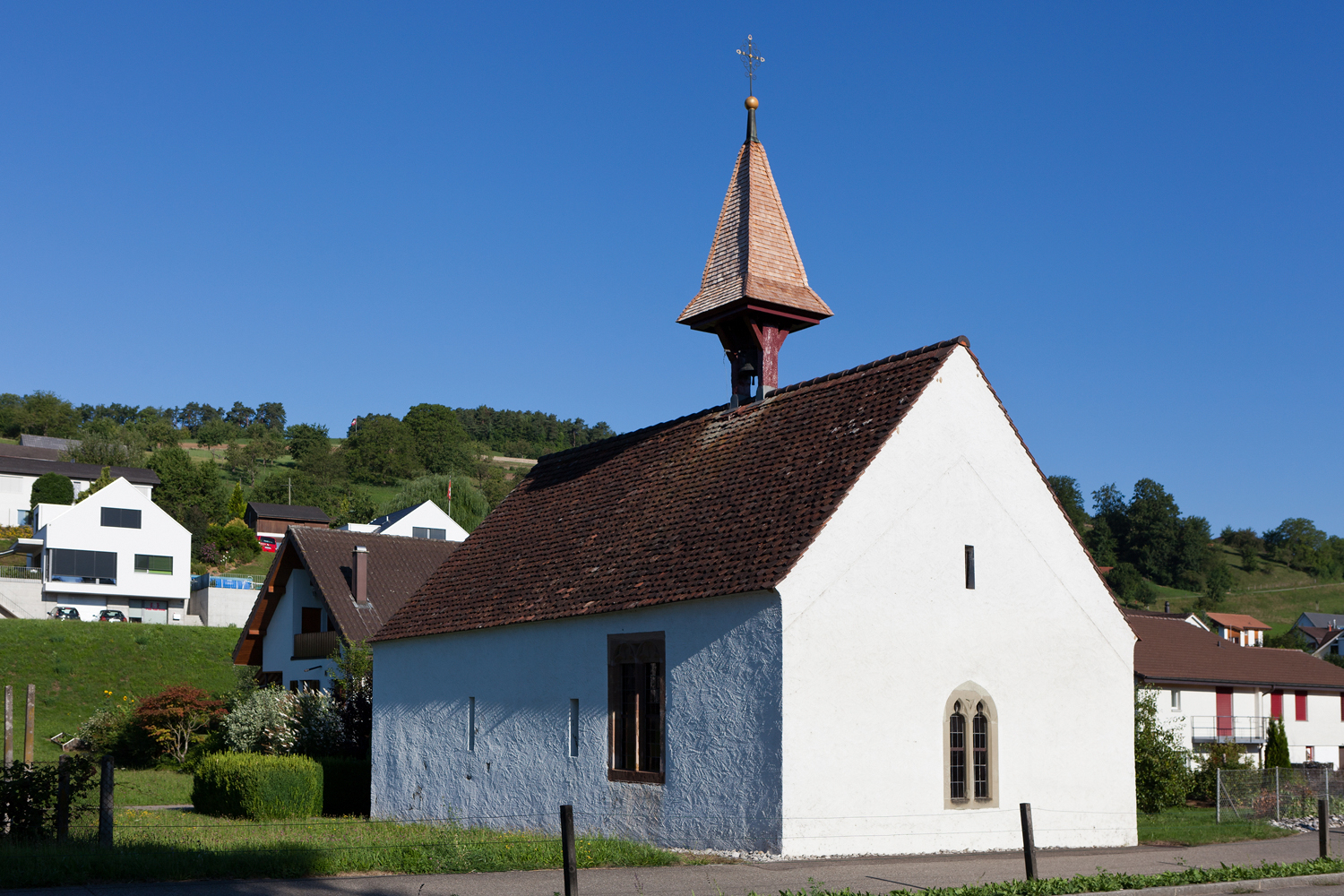
St.-Verena-Kapelle
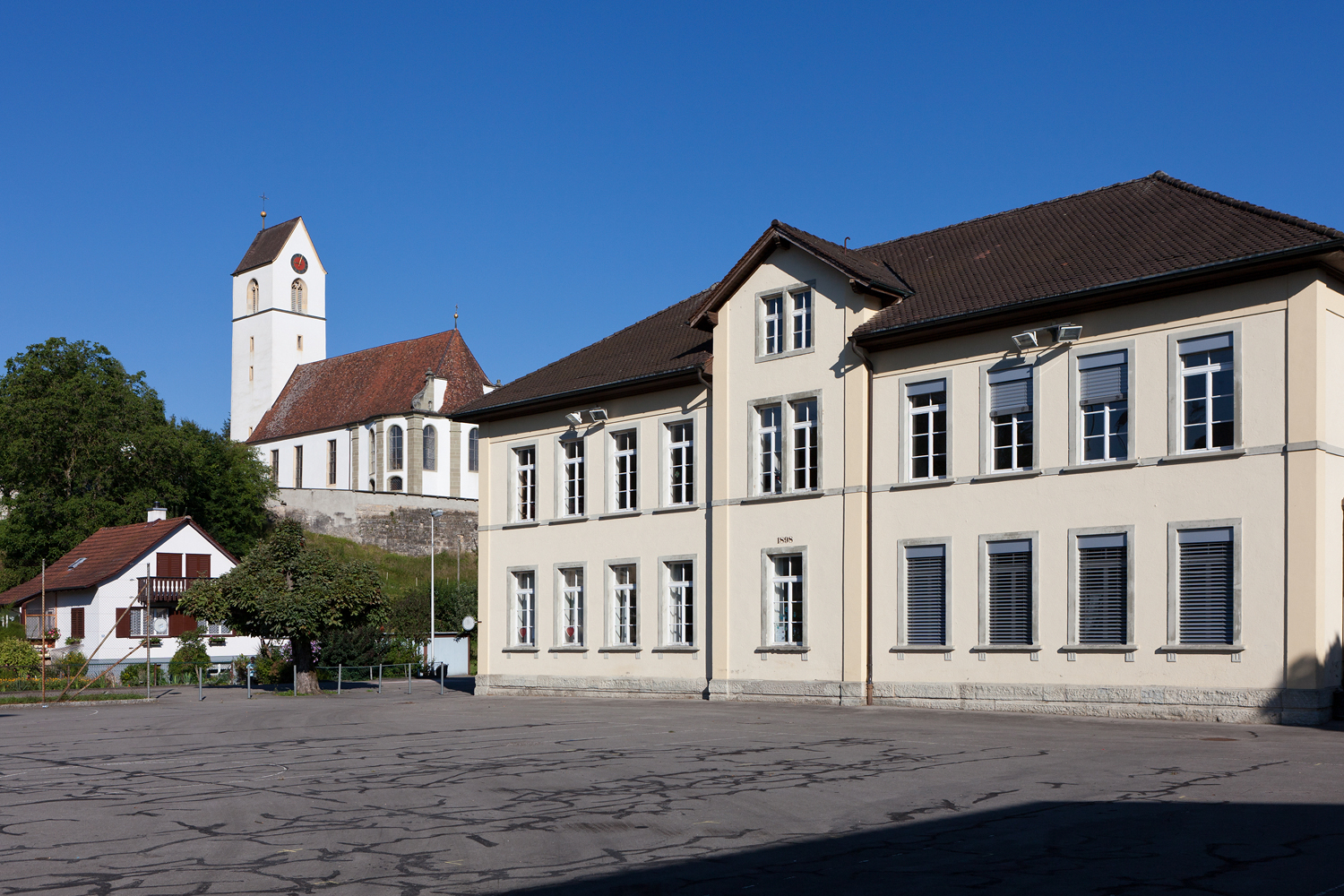
Altes Schulhaus
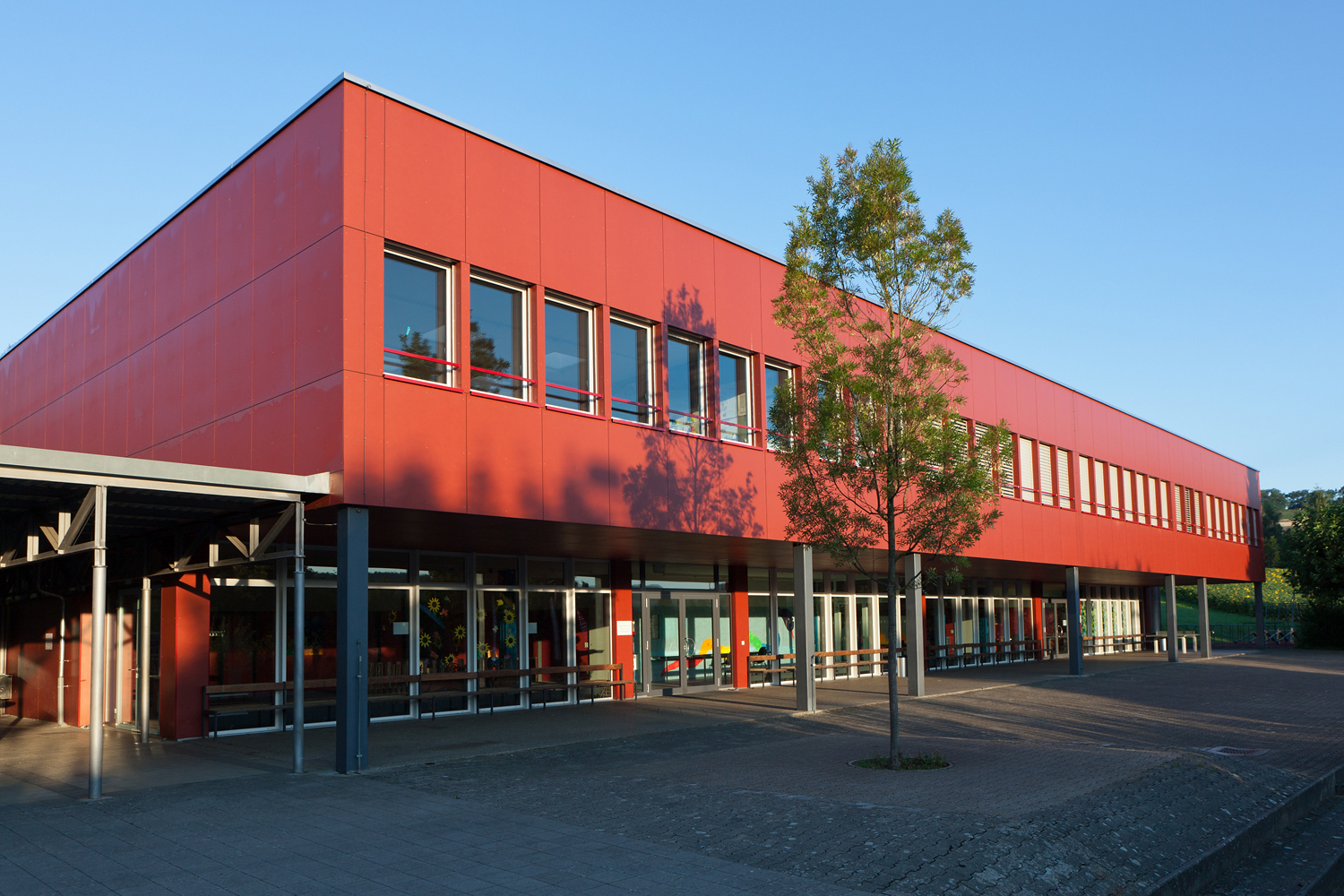
Primarschulhaus

## Wappen
Die Blasonierung des Gemeindewappens lautet: «In Rot grünes Verenakrüglein mit gelbem Henkel.» Von den Herren von Herznach ist kein Wappen überliefert. Deshalb wählte die Gemeinde 1953 den Krug, eines der Symbole der Heiligen Verena, der Schutzpatronin der Herznacher Kirche. Das alte, zur heraldisch linken und damit minderen Seite weisende Wappen wurde per Gemeindebeschluss geändert. Heute richtet sich der Ausguss des Verenakruges nach heraldisch rechts.

## Bevölkerung
Die Einwohnerzahlen entwickelten sich wie folgt:
| Jahr      | 1768 | 1850 | 1900 | 1930 | 1950 | 1960 | 1970 | 1980 | 1990 | 2000 | 2010 | 2020 |
| Einwohner | 478  | 898  | 639  | 654  | 665  | 654  | 697  | 761  | 992  | 1059 | 1328 | 1568 |

Am 31. Dezember 2022 lebten 1588 Menschen in Herznach, der Ausländeranteil betrug 15,6 %. Bei der Volkszählung 2015 bezeichneten sich 43,0 % als römisch-katholisch und 23,3 % als reformiert; 33,7 % waren konfessionslos oder gehörten anderen Glaubensrichtungen an. 96,5 % gaben bei der Volkszählung 2000 Deutsch als ihre Hauptsprache an und 1,7 % Albanisch.

## Politik und Recht
Die Versammlung der Stimmberechtigten, die Gemeindeversammlung, übt die Legislativgewalt aus. Ausführende Behörde ist der fünfköpfige Gemeinderat. Er wird im Majorzverfahren vom Volk gewählt, seine Amtsdauer beträgt vier Jahre. Der Gemeinderat führt und repräsentiert die Gemeinde. Dazu vollzieht er die Beschlüsse der Gemeindeversammlung und die Aufgaben, die ihm vom Kanton zugeteilt wurden. Für Rechtsstreitigkeiten ist in erster Instanz das Bezirksgericht Laufenburg zuständig. Herznach gehört zum Friedensrichterkreis X (Mettau).

## Wirtschaft
In Herznach gibt es gemäss der im Jahr 2015 erhobenen Statistik der Unternehmensstruktur (STATENT) rund 410 Arbeitsplätze, davon 16 % in der Landwirtschaft, 28 % in der Industrie und 56 % im Dienstleistungssektor. Die wichtigsten Unternehmen sind eine Textilbandfabrik und eine Firma für Werbeballone. Die meisten Erwerbstätigen sind Wegpendler und arbeiten in den grösseren Gemeinden des Fricktals sowie in der Region Aarau.
Von grosser Bedeutung ist seit jeher der Weinbau. An den Südhängen von Halbegschneid und Sarbe war im Jahr 2018 eine Fläche von 7,3 Hektaren mit Reben bestockt. Angebaut werden ein Dutzend Sorten, wobei Blauburgunder, Riesling × Sylvaner und Sauvignon Blanc überwiegen.

## Verkehr
Herznach liegt an der Hauptstrasse 24 über die Staffelegg, der wichtigsten Verbindung zwischen Aarau und dem Fricktal. Die Kantonsstrasse 480/482 führt über Zeihen nach Effingen an der Bözbergstrasse. Vier Kilometer nördlich von Herznach befindet sich bei Frick ein Autobahnanschluss der A3. Durch das Dorf verläuft der Oberfricktaler Eisenweg.

### Öffentlicher Verkehr
Die Anbindung an das Netz des öffentlichen Verkehrs erfolgt durch zwei Postautolinien: Die Hauptlinie führt vom Bahnhof Aarau nach Frick, eine weitere Linie verbindet Herznach mit Effingen. An Wochenenden verkehrt ein Nachtbus von Frick über Effingen und Herznach nach Densbüren.
- 135 Aarau Bahnhof – Küttigen – Staffelegg – Densbüren – Herznach – Ueken – Frick
- 139 Herznach, Post – Zeihen – Effingen
- N97 Frick Bahnhof  – Hornussen – Bözen – Effingen – Zeihen – Herznach – Densbüren – Asp AG – Herznach – Ueken – Frick Bahnhof

## Bildung
Die Gemeinde verfügt über einen Kindergarten und ein Schulhaus, in dem die Primarschule unterrichtet wird. Alle Oberstufen (Bezirksschule, Sekundarschule und Realschule) können in Frick besucht werden. Die nächstgelegenen Gymnasien sind die Alte Kantonsschule und die Neue Kantonsschule, beide in Aarau.

## Persönlichkeiten
- Peter Acklin (1821–1879), Jurist, Journalist und Politiker
- Fridolin Schneider (* 1823 in Herznach; † 1899 in Aarau), Jurist, Fachautor und Politiker